# Nolte Decar

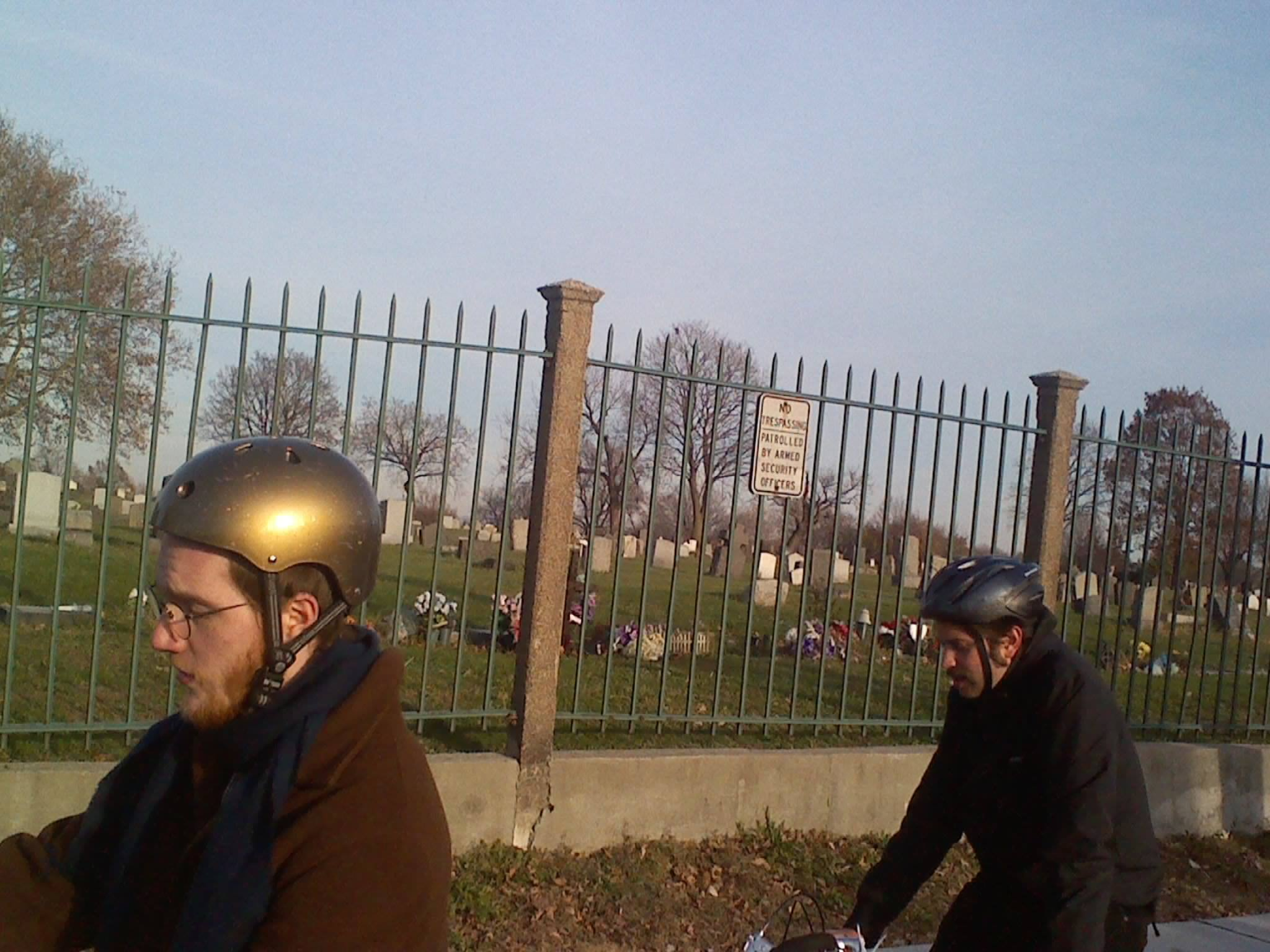
Nolte Decar bei einer Performance in New York

Nolte Decar ist der Name des deutschen Autorenduos Jakob Nolte und Michel Decar.

## Leben
Jakob Nolte und Michel Decar studierten beide an der Universität der Künste Berlin und beschlossen gemeinsam Theaterstücke zu schreiben. Ihr erstes Stück Helmut Kohl läuft durch Bonn kam 2013 am Theater Bonn heraus und wurde kurz darauf zu den Autorentheatertagen eingeladen. 2014 folgte das Stück Das Tierreich, für das sie den Brüder-Grimm-Preis des Landes Berlin erhielten und das von zahlreichen Bühnen aufgeführt wurde. Zusammen mit dem Regisseur Matthias Rippert erarbeiteten sie die Stücke Maggie T. und Der Volkshai. Im Juni 2015 hatte Nolte Decars Stück "Der neue Himmel" am Deutschen Theater Berlin Premiere.

## Werke
- Helmut Kohl läuft durch Bonn
- Das Tierreich
- Maggie T.
- Der Volkshai
- Der neue Himmel

### Hörspiel
- 2017 Das Tierreich, Regie: Michel Decar, Komposition: Max Andrzejewski, Daniel Bödvarsson (DLF Kultur)